# アンドリュー・スチュワート＝ジョーンズ
アンドリュー・スチュワート＝ジョーンズ（Andrew Stewart-Jones）は、イングランド・アメリカの俳優である。テレビシリーズ『GOTHAM/ゴッサム』のクリスパス・アレン役で知られる。

## キャリア
スチュワート＝ジョーンズの初めてのテレビの仕事は2003年のHBOの『セックス・アンド・ザ・シティ』ジュールズ役である。その次は2005年のNBCの『サード・ウォッチ』へのゲスト出演である。2006年にはフォックスの『The Wedding Album』のパイロット版に出演し、またABCの『ワン・ライフ・トゥ・リヴ』に計4話出演した。
2007年に『Montclair』と『ミッシング 〜消された記憶〜』で映画のキャリアが始まった。またThe CWの『ゴシップガール』のパイロット版と第2話にゲスト出演した。その後はNBCの『ロー&オーダー』、『30 ROCK/サーティー・ロック』、『マーシー・ホスピタル』、ABCの『キャッスル 〜ミステリー作家は事件がお好き』にゲスト出演した。他に映画『恋するベーカリー』と『The Good Guy』に端役で出演した。さらにはCBSの『PERSON of INTEREST 犯罪予知ユニット』、『アンフォゲッタブル 完全記憶捜査』、『グッド・ワイフ』、『ゴールデン・ボーイ 若きNY市警本部長』、『ブルーブラッド 〜NYPD家族の絆〜』にゲスト出演した。また2011年には映画『空飛ぶペンギン』に出演した。
2013年にはThe CWの『The Tomorrow People』のパイロット版、映画『デッドマン・ダウン』に出演した。2014年にはフォックスの『GOTHAM/ゴッサム』にクリスパス・アレン役でゲスト出演した。彼は第2話からメインキャストに昇格した。
舞台でも活動しており2005年に『Guantanamo: Honor Bound to Defend Freedom』、2013年に『Good Television』に出演した。
2008年にテレビゲーム『Midnight Club: Los Angeles』でマーティンの声を務めた。

## フィルモグラフィ

### 映画
| 年   | 日本語題 原題                                    | 役名               | 備考        |
| ---- | ------------------------------------------------ | ------------------ | ----------- |
| 2007 | Montclair                                        | Policeman #1       |             |
| 2007 | ミッシング 〜消された記憶〜 The Girl in the Park | Guy with Louise    |             |
| 2009 | The Good Guy                                     | Shakespeare        | [ 4 ] [ 5 ] |
| 2009 | 恋するベーカリー It's Complicated                | Restaurant Host    |             |
| 2011 | 空飛ぶペンギン Mr. Popper's Penguins             | Animal Control Guy |             |
| 2013 | デッドマン・ダウン Dead Man Down                 | ハリー             |             |

### テレビシリーズ
| 年    | 日本語題 原題                                          | 役名               | 備考                                               |
| ----- | ------------------------------------------------------ | ------------------ | -------------------------------------------------- |
| 2003  | セックス・アンド・ザ・シティ Sex and the City          | Jules              | 計3話出演                                          |
| 2005  | サード・ウォッチ Third Watch                           | Gang Leader #1     | 第6シーズン第16話「In the Family Way (part 1)」    |
| 2006  | The Wedding Album                                      | Bartender          | 第1シーズン第1話「Pilot」                          |
| 2006  | ワン・ライフ・トゥ・リヴ One Life to Live              | Airline Pilot      | 計4話出演                                          |
| 2007  | ゴシップガール Gossip Girl                             | Concierge          | 計2話出演                                          |
| 2008  | ロー&オーダー Law & Order                              | Devon              | 第19シーズン第7話「エコと老兵」                    |
| 2009  | キャッスル 〜ミステリー作家は事件がお好き Castle       | Bartender          | 第1シーズン第1話「新コンビ誕生」（クレジット無し） |
| 2009  | 30 ROCK/サーティー・ロック 30 Rock                     | Gabe               | 第3シーズン第19話「選ばれし者」                    |
| 2011  | マーシー・ホスピタル Mercy                             | Holmes             | 第1シーズン第20話「We All Saw This Coming」        |
| 2011  | PERSON of INTEREST 犯罪予知ユニット Person of Interest | ドイル             | 第1シーズン第1話「序章」                           |
| 2012  | アンフォゲッタブル Unforgettable                       | ケン・コールマン   | 第1シーズン第18話「悪魔との取引」                  |
| 2012  | グッド・ワイフ The Good Wife                           | Tom Gill           | 第4シーズン第7話「ジョークの解剖学」               |
| 2013  | ゴールデン・ボーイ 若きNY市警本部長 Golden Boy         | Tyler Neville      | 第1シーズン第8話「スケープゴート」                 |
| 2013  | The Tomorrow People                                    | Damien             | 第1シーズン第1話「Pilot」                          |
| 2013  | ブルーブラッド 〜NYPD家族の絆〜 Blue Bloods            | Officer Kamins     | 第4シーズン第10話「Mistaken Identity」             |
| 2014- | GOTHAM/ゴッサム Gotham                                 | クリスパス・アレン | メインキャスト（第1シーズン第1話のみゲスト扱い）   |

### ゲーム
| 年   | 日本語題 原題              | 役名   | 備考 |
| ---- | -------------------------- | ------ | ---- |
| 2008 | Midnight Club: Los Angeles | Martin |      |

## 舞台出演
| 年   | 日本語題 原題                             | 役名            | 備考                 |
| ---- | ----------------------------------------- | --------------- | -------------------- |
| 2005 | Guantanamo: Honor Bound to Defend Freedom | Jamal al-Harith | [ 8 ] [ 9 ] [ 10 ]   |
| 2013 | Good Television                           | Ethan Taumer    | [ 11 ] [ 12 ] [ 13 ] |